# Diario di un'ossessione intima
Diario di un'ossessione intima (Diary of a Sex Addict) è un film del 2001 diretto da Joseph Brutsman.

## Trama
Sammy Horn è sposato, ama sia la moglie che il figlio, così come il suo lavoro da chef. Purtroppo, la dipendenza dal sesso lo porta a crearsi una doppia vita per soddisfare le proprie ossessioni e rimane così invischiato in una rete di bugie.